# Plagiostenopterina aenea
Plagiostenopterina aenea är en tvåvingeart som först beskrevs av Christian Rudolph Wilhelm Wiedemann 1819.  Plagiostenopterina aenea ingår i släktet Plagiostenopterina och familjen bredmunsflugor. Inga underarter finns listade i Catalogue of Life.